# Xeroderma pigmentoso
Lo xeroderma pigmentoso (in sigla XP) è una genodermatosi a ereditarietà autosomica recessiva caratterizzata da elevata fotosensibilità, predisposizione allo sviluppo di neoplasie cutanee, prematuro invecchiamento della pelle e alterazioni nella riparazione del DNA.
Il processo alterato riguardante la riparazione del DNA danneggiato, è dato dalla perdita genetica della sub-unità riparatrice dell'enzima di trascrizione TFIIH della polimerasi-II negli umani. La TFIIH infatti, oltre a essere un enzima di trascrizione con funzione elicasica (dipendente dall'idrolisi di ATP) e oltre alla funzione fosforilatrice degli amminoacidi presenti nella coda carboxilo-terminale della pol-II, ha una funzione riparatrice del DNA danneggiato perché può reclutare un complesso di riparazione per escissione di nucleotidi; è proprio quest'ultima funzione che manca ai pazienti con xenoderma pigmentoso.

## Storia
Lo Xeroderma pigmentoso fu descritto per la prima volta nel 1874 da Hebra e Kaposi. Nel 1882, Kaposi coniò il termine xeroderma pigmentosus per la condizione, riferendosi alla sua caratteristica pelle secca e pigmentata.
Le anomalie nella riparazione del DNA nello xeroderma pigmentoso sono state portate all'attenzione della 
comunità scientifica dagli studi di Cleaver nel 1968-1972 che descrisse la carente riparazione nei fibroblasti dai danni da radiazioni UV. Dalle ricerche sullo XP alla fine del XX secolo è partita una riscrittura del concetto di cancerogenicità e di predisposizione genetica. La comprensione dell'eziologia dello xeroderma pigmentoso ha aiutato a comprendere i meccanismi biologici sottostanti molte altre malattie.

## Classificazione
Esistono sette sottogruppi principali ed una variante definiti dal profilo genetico:
| Tipo             | Gene       | Loci                  | Nome                                                            |
| Tipo A, I, XPA   | XPA        | 9q22.3                | Xeroderma pigmentoso gruppo A                                   |
| Tipo B, II, XPB  | XPB        | 2q21                  | Xeroderma pigmentoso gruppo B                                   |
| Tipo C, III, XPC | XPC        | 3p25                  | Xeroderma pigmentoso gruppo C                                   |
| Tipo D, IV, XPD  | XPD ERCC6  | 19q13.2-q13.3 , 10q11 | Xeroderma pigmentoso gruppo D o malattia di DeSanctis-Cacchione |
| Tipo E, V, XPE   | DDB2       | 11p12-p11             | Xeroderma pigmentoso gruppo E                                   |
| Tipo F, VI, XPF  | ERCC4      | 16p13.3-p13.13        | Xeroderma pigmentoso gruppo F                                   |
| Tipo G, VII, XPG | RAD2 ERCC5 | 13q33                 | Xeroderma pigmentoso gruppo G                                   |
| Tipo V, XPV      | POLH       | 6p21.1-p12            | Xeroderma pigmentoso gruppo variante                            |

- XPA è una proteina dalla funzione incerta, il suo compito sembra essere quello di verificare la corretta posizione di altre proteine nel contesto del danno al DNA così da poter farlo incidere da specifiche nucleasi.
- XPB e XPD sono subunità con attività elicasica del fattore di trascrizione TFIIH.
- XPC riconosce il sito in cui è danneggiato il DNA insieme ad HR23B.
- XPE è una subunità proteica di un eterodimero che si lega specificatamente a DNA danneggiato da raggi UV (dimeri di pirimidina) e stimola la reazione di incisione.
- XPF e XPG sono nucleasi.
- XPV/POLH codifica per la DNA Pol η.

## Epidemiologia
Lo xeroderma pigmentoso colpisce egualmente entrambi i sessi e ha un'incidenza di un caso ogni 250 000-1 000 000 in USA ed Europa. In Giappone, Nord Africa e Pakistan è riportata una prevalenza di 1 ogni 40 000-100 000 Il gruppo più comune negli USA è quello C, mentre in Giappone è quello A. Piuttosto comuni anche quelli di gruppo D e lo XP variante. Come altre trasmissioni autosomiche recessive avviene più frequentemente quando sono più comuni le unioni tra consanguinei.

## Eziologia
La causa che comporta la nascita di tale anomalia è l'alterazione del meccanismo di riparazione del DNA quando vi è la creazione di un legame (dimero) fra molecole di timina, durante le quattro fasi addette alla ricostruzione.
Questo si verifica per carenza di endonucleasi.

## Clinica
Lo xeroderma pigmentoso mostra un'elevata variabilità clinica correlata sia al gene mutato che al tipo di mutazione presente.
I sintomi e segni più comuni sono: 
- Severe scottature dovute all'esposizione anche ad una quantità minima di luce solare
- Sviluppo di molte lentiggini in tenera età
- Cheratosi superficiale e tumori della pelle sulle aree esposte (mani, braccia, viso)
- Teleangectasie
- Spossatezza
- Pelle con scaglie
- Crescita limitata di peli su petto e gambe
- Xerosi
- Macchie scure irregolari sulla pelle

L'aspetto clinico della malattia è caratterizzato da pseudo-poichilodermia, che si sviluppa gradualmente, essendo predominante nelle aree esposte alla luce solare o scarsamente protette.
I pazienti del gruppo A tendono a sviluppare problemi neurologici nella prima infanzia mentre quelli di gruppo D nella tarda infanzia. I pazienti di gruppo C invece non sviluppano problemi di questo tipo. I sintomi e i segni clinici presentano una fotosensibilità estrema, cheratosi, gran numero di lentiggini, comparsa di tumori cutanei. Nel gruppo D si mostrano bambini di bassa statura, capelli fragili, gran numero di lentiggini e scarsa intelligenza, nel gruppo C si arriva all'atassia.

## Diagnosi
La diagnosi si basa sui sintomi clinici e sulla ipersensibilità nei confronti delle radiazioni UV. Viene confermata dai test cellulari che individuano i difetti della riparazione del DNA. Normalmente, i primi segni cutanei compaiono tra l'età di 1 e 2 anni, quando alla nascita la pelle appariva normale. Il primo segno è spesso una reazione anormalmente grave dopo un'esposizione anche minima al sole: eritema insolito per intensità e durata nelle aree esposte. La diagnosi differenziale si pone con la tricotiodistrofia, la sindrome di Cockayne, cerebro-oculo-facio-scheletrica, e di Rothmund-Thomson, e la protoporfiria eritropoietica. È possibile la diagnosi prenatale mediante il dosaggio della UDS  (test della sintesi non programmata del DNA) nei villi coriali o negli amniociti in coltura.

## Terapia
Non esiste una cura per lo XP, ma ci sono modi per prevenire e trattare alcuni dei problemi ad esso associati. Alcune delle strategie utilizzate nella gestione dello XP includono:
- Protezione dalla luce ultravioletta
- Frequenti esami della pelle e degli occhi
- Pronta rimozione di tessuto canceroso
- Esame neurologico
- Cura psicosociale

Lesioni cutanee piccole e precancerose come le cheratosi attiniche possono essere rimosse con azoto liquido. Le aree più grandi di pelle danneggiata dal sole possono essere trattate con 5-fluorouracile o imiquimod topico. In rari casi, il peeling del dermatoma o la dermoabrasione vengono utilizzate per rimuovere gli strati epidermici superficiali danneggiati. I cancri della pelle possono essere trattati utilizzando protocolli standard, tra cui la escissione chirurgica o la chemiochirurgia. L'isotretinoina o l'acitretina orali ad alte dosi possono essere utilizzate per prevenire nuovi tumori. I cancri delle palpebre, della congiuntiva e della cornea vengono solitamente trattati chirurgicamente. Il trapianto di cornea può essere necessario per soggetti con cheratite grave e opacità corneale.

## Prognosi
Il rischio di sviluppare tumori cutanei non-melanoma è 10 000 volte superiore a quello osservato nella popolazione generale, mentre il rischio di sviluppare melanoma prima dei 20 anni è maggiore di 2 000 volte.
Carcinomi a cellule basali e altri tumori maligni della pelle si verificano frequentemente in giovane età (spesso si verifica prima che il bambino abbia 5 anni).
Il melanoma maligno metastatico e il carcinoma a cellule squamose sono le due cause più comuni di morte nelle vittime di XP.
Meno del 40% degli individui con la malattia sopravvive oltre i 20 anni. Alcune vittime di XP con casi meno gravi riescono a vivere bene fino ai 40 anni (2/3 muoiono prima dell'età adulta).
L'aspettativa di vita aumenta nei pazienti che evitano la luce solare e che si sottopongono a follow-up regolari per valutare e curare i tumori della pelle.
La prognosi è buona nei pazienti senza disturbi neurologici e scrupolosamente protetti dai raggi UV.

## Nei media
- 1999 - Baywatch St. 9 Ep. 22 "Castelli Di Sabbia"
- 2001 - The Others di Alejandro Amenábar
- 2006 - Taiyō No Uta - Midnight Sun di Norihiro Koizumi
- 2012 - Caso Cerrado Edición Estellar "Xeroderma Pigmentosus"
- 2014 - L'arte ingannevole del gufo - Night vision  di Ella West
- 2014 - The dark side of the sun di Carlo Shalom Hintermann
- 2018 - Il sole a mezzanotte - Midnight Sun di Scott Speer
- 2023 - Ayyur - Moon cortometraggio di Zineb Wakrim